# Athener Rathaus

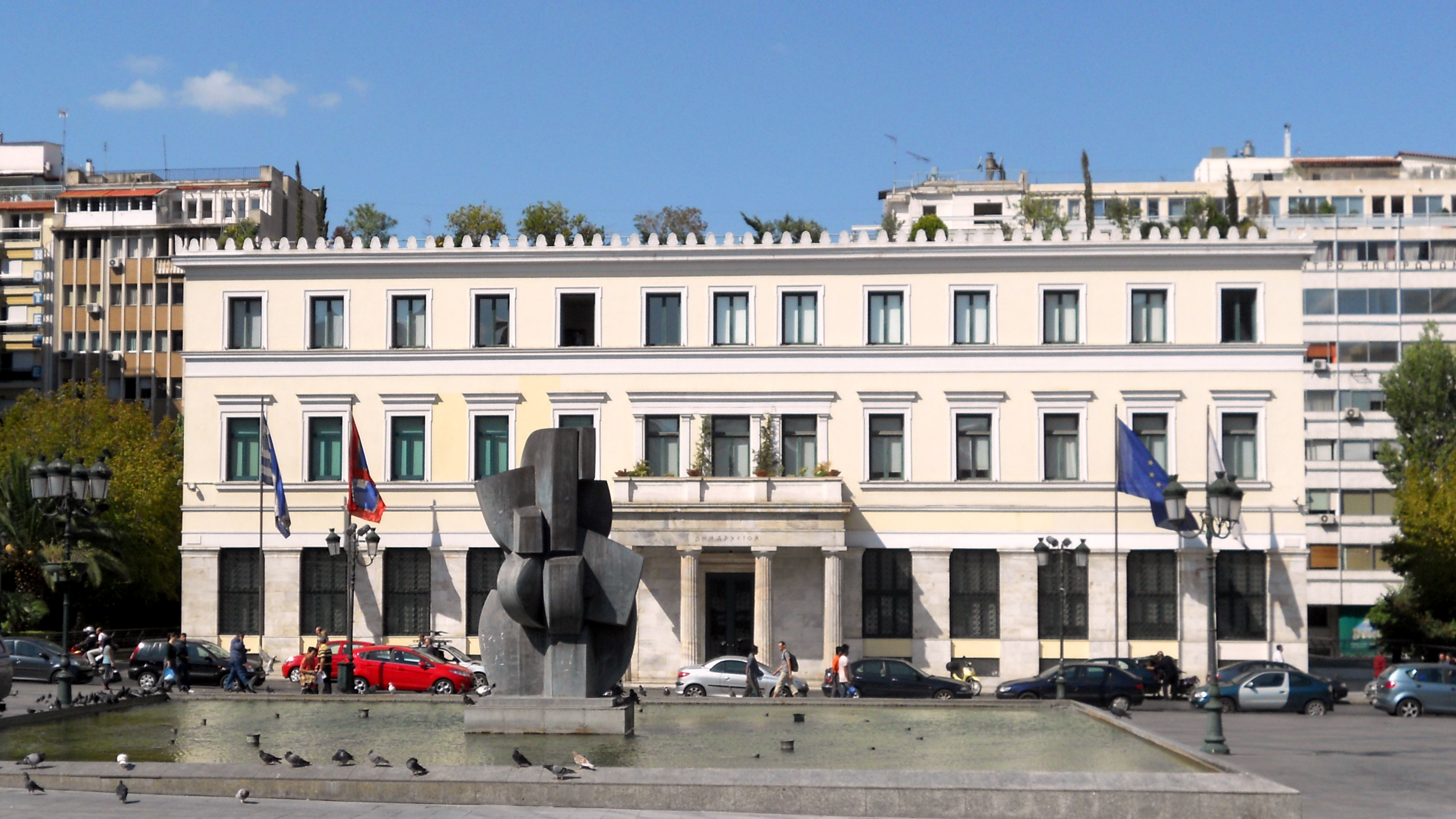
Das Athener Rathaus

Das Athener Rathaus befindet sich an der Platia Kotzia im Zentrum Athens.

## Gebäude
Das dreistöckige Gebäude hat einen rechteckigen Grundriss mit einem Portikus im Stil der Propyläen der Athener Akropolis. Entworfen wurde das Gebäude von Panagiotis Kalkos im Jahr 1872, und zwei Jahre später im Mai wurde es fertiggestellt. Das Amtszimmer des Bürgermeisters hat Zugang zu dem Balkon. 1902 wurden einige Ornamente ergänzt, 1937 wurde das Gebäude um ein drittes Geschoss ergänzt, das in der ursprünglichen Formensprache ausgeführt wurde. 2004 wurde im Rahmen des „barrierefreien Zugangs für alle Bürger“ das Gebäude um einen Zugang für Rollstuhlfahrer ergänzt und ein Dachgarten eingerichtet.

## Geschichte
Die Stadtverwaltung war zuvor in verschiedenen Gebäuden der Stadt untergebracht und der Bau des Rathauses wurde immer wieder verschoben. Schließlich nahm die Stadt eine Hypothek in Höhe von 130.000 Drachmen bei der National Bank of Greece auf, um den Bau zu finanzieren. Im Erdgeschoss wurden Ladengeschäfte eingerichtet und vermietet, die 1935 in Büroflächen umgewandelt wurden. 1983 wurde die Stadtverwaltung in einer neuen Verwaltung an der Liossion-Straße zusammengefasst, der Bürgermeister Miltiadis Evert reaktivierte jedoch 1987 das alte Gebäude als Rathaus.
Neben den Fresken der Malerin Kontoglou befindet sich auch eine Sammlung von Terrakottabüsten der Bürgermeister im Gebäude, die Loukia Georganti (1919–2001) angefertigt hatte. Seit 1999 wird im Erdgeschoss die Gründungsakte der Stadt Athen ausgestellt, die kurz davor bei Christie’s ersteigert wurde. In diesem Dokument aus dem Jahr 1833 ist zu lesen, dass 236 wohlhabende Familien, Teile ihres Grundbesitzes für öffentliche Plätze, Straßen, Parks und Ausgrabungsstätten stiften. Das Dokument war im Besitz der Nachfahren des Rechtsanwaltes Antonios Petsalis der an dessen Formulierung mitgearbeitet hatte.
Am Rathaus wurde 2002 das Denkmal der Drachme aufgestellt, um an die frühere Währung Griechenlands zu erinnern.